# Friedwald Moeller
Friedwald Louie Moeller (* 21. November 1894 in Kiel; † 20. März 1964 in Wiesbaden) war ein deutscher Offizier. Bekannt wurde er als Kirchenhistoriker und Genealoge Ostpreußens.

## Leben
Moeller entstammte einer alten ostpreußischen Familie. Er kam in Kiel zur Welt, weil sein Vater Louis Moeller dort Stadtrat war. Zuvor war er von 1888 bis 1891 Bürgermeister von Elbing gewesen.
Kurz nach Beginn des Ersten Weltkriegs trat Moeller am 9. August 1914 in Insterburg als Fahnenjunker in das 2. Litthauisches Feldartillerie-Regiment Nr. 37 der Preußischen Armee ein. Er wurde 1915 als Beobachter zur Fliegertruppe versetzt und war zuletzt beim Grenzschutz Ost. Im März 1920 schied er als Oberleutnant aus der Reichswehr aus. 1923 erwarb er das Gut Finkenhof im ostpreußischen Kreis Friedland. Seit 1930 war Moeller Geschäftsführer beim Landwirtschaftsverband Ostpreußen in Wehlau. 1934 zur Wehrmacht reaktiviert, geriet er 1945 bei Ende des Zweiten Weltkriegs als Oberst im Stabe eines Luftgaukommandos in Wiesbaden in amerikanische Gefangenschaft. Nach seiner Entlassung engagierte er sich im Verband deutscher Soldaten und im Kyffhäuserbund. Aus gesundheitlichen Gründen musste er diese Aufgaben niederlegen.
An der Herkunft seiner Familie interessiert, begann Moeller in den 1920er Jahren Archivstudien. Er konnte die Moellers bis 1490 zurückverfolgen und ließ 1932 eine umfangreiche Familiengeschichte drucken. Aus Kirchenbüchern, Archivalien und  gedruckten und ungedruckten Quellen trug er eine umfangreiche Sammlung von Notizen über zahlreiche Personen und Familien Altpreußens zusammen. Anders als viele andere Familienforscher konnte er diese Sammlung durch die Kriegszeit retten und nach dem Krieg trotz seines schweren Leidens erweitern. Sein Nachlass von 150.000 Eintragungen auf Karteikarten und 56 Bänden genealogischen Materials befindet sich im Geheimen Staatsarchiv Preußischer Kulturbesitz. Neben der Kartei von Hans Wolfgang Quassowski ist er die umfangreichste Sammlung zur ost- und westpreußischen Familien- und Personenforschung. Darüber hinaus entstanden aus dem Moellerschen Nachlass Publikationen, so in zwei Teilen 1985 und 1986 über 1000 Seiten personenkundliche Auszüge aus den Königsberger Amtsblättern. Sein besonderes Interesse galt den Pfarrern. Über ihre Amtsdaten und Biographien gab es lediglich zwei selten gewordene ältere Arbeiten von Daniel Heinrich Arnoldt (1777) und von Ludwig Rhesa (1834) sowie ein Manuskript Johann Jakob Quandts aus dem 18. Jahrhundert. Ihre Erforschung wurde vom 1925 gegründeten Verein für Familienforschung in Ost- und Westpreußen angeregt. Ab 1927 erschienen Funde zur Pfarrergeschichte veröffentlicht. 1941 wurde das Projekt eines „Predigerbuches“ anhand des damals noch reichhaltig vorhandenen Materials von Kurt Weder in Angriff genommen. Weder selbst starb 1943. Das gesammelte Material ging 1945 in Wehlau verloren. Moeller nahm die Arbeit wieder auf und widmete ihr sein letztes Lebensjahrzehnt. Aus seinem Nachlass wurde 1968 das Altpreußische evangelische Pfarrerbuch veröffentlicht, eine Auflistung der Stellenbesetzungen in Ost- und Westpreußen von der Reformation bis 1945. Darüber hinaus hinterließ er über 11.000 Biographien ostpreußischer Pfarrer.  Mit einigen Ergänzungen und Überarbeitungen ist davon bislang lediglich eine erste Lieferung (Abegg–Brenner) gedruckt worden, nachdem auch Moellers Nachfolger in diesem Projekt, Walther Müller-Dultz, über der Arbeit verstorben war. Mit der Bearbeitung der von Moeller zusammengetragenen Pfarrerbiographien befasste sich danach Reinhold Heling in Hamburg, Vorsitzender des Vereins für Familienforschung in Ost- und Westpreußen. Das Evangelische Zentralarchiv in Berlin verwahrt das „Zwischenmanuskript“ zum Altpreußischen evangelischen Pfarrerbuch, Bd. 2: Daase–Gyzicki.
Verheiratet war Moeller seit 1924 mit der Olga Sass, der Tochter des Vizeadmirals Heinrich Sass (1859–1941). Aus der Ehe gingen zwei Töchter hervor.

## Werke
- Beiträge zur Genealogie des Geschlechtes Moeller. Wehlau 1932.
- Altpreußisches evangelisches Pfarrerbuch von der Reformation bis zur Vertreibung im Jahre 1945. Hamburg 1968.[4]